# Urocolius
Urocolius – rodzaj ptaków z rodziny czepig (Coliidae).

## Zasięg występowania
Rodzaj obejmuje gatunki występujące w Afryce.

## Charakterystyka
Długość ciała 29–37 cm (w tym ogon o dł. 19–28 cm); masa ciała 32,5–78,9 g. Od rodzaju Colius przedstawicieli Urocolius odróżniają następujące cechy:
- sterówki wąskie i sztywne
- najbardziej zewnętrzna lotka dłuższa niż ósma (u Colius zdecydowanie krótsza)
- nozdrza podłużne lub bocznie zaokrąglone (u Colius okrągłe lub owalne)
- różnica w budowie części dolnej szczęki, gdzie obie jej boczne kości zrastają się (ang. gonys)

## Systematyka

### Etymologia
- Urocolius: gr. ουρα oura „ogon”; rodzaj Colius Brisson, 1760[7].
- Limnatornis: gr. λιμνατις limnatis „żyjący na bagnach”, od λιμνη limnē „bagno”; ορνις ornis, ορνιθος ornithos „ptak”[8]. Gatunek typowy: †Limnatornis paludicola A. Milne-Edwards, 1870.
- Palaeopicus: gr. παλαιος palaios „stary, antyczny”; gr. πικος pikos „dzięcioł”, od łac. picus „dzięcioł”[9]. Gatunek typowy: †Limnatornis paludicola A. Milne-Edwards, 1870.

### Podział systematyczny
Do rodzaju należą następujące gatunki:
- Urocolius macrourus (Linnaeus, 1766) – czepiga długosterna
- Urocolius indicus (Latham, 1790) – czepiga czerwonolica